# Short Hair
Albums de AOA
Miniskirt
(2014) Like a Cat
(2014)
Singles
1. Short Hair
Sortie : 19 juin 2014
2. Joa Yo!
Sortie : 24 juillet 2014

Short Hair (coréen: 단발머리; romanisé: Danbalmeori) est le premier mini-album du girl group sud-coréen AOA. Il est sorti le 19 juin 2014 avec la chanson "Short Hair" comme titre principal.

## Liste des pistes
| Liste des titres | Liste des titres                              | Liste des titres          | Liste des titres                 | Liste des titres | Liste des titres | Liste des titres | Liste des titres | Liste des titres | Liste des titres |
| No               | Titre                                         | Auteur                    | Producteur(s)                    | Durée            |                  |                  |                  |                  |                  |
| ---------------- | --------------------------------------------- | ------------------------- | -------------------------------- | ---------------- | ---------------- | ---------------- | ---------------- | ---------------- | ---------------- |
| 1.               | Fantasy                                       | Star Wars (별들의전쟁)    | Star Wars, 미쓰리                | 1:17             |                  |                  |                  |                  |                  |
| 2.               | Short Hair (단발머리; Danbalmeori)            | Brave Brothers            | Brave Brothers, Elephant Kingdom | 3:34             |                  |                  |                  |                  |                  |
| 3.               | Joa Yo!                                       | Brave Brothers, Star Wars | Brave Brothers, Star Wars        | 4:19             |                  |                  |                  |                  |                  |
| 4.               | Soulmate (내 반쪽; Nae Banjjok)               | Brave Brothers            | Brave Brothers, Elephant Kingdom | 3:40             |                  |                  |                  |                  |                  |
| 5.               | You Know That (말이 안 통해; Mari An Tonghae) | Brave Brothers, Star Wars | Brave Brothers, Star Wars        | 3:23             |                  |                  |                  |                  |                  |
| 6.               | Short Hair (Instrumental)                     |                           | Brave Brothers, Elephant Kingdom | 3:34             |                  |                  |                  |                  |                  |
| 7.               | Joa Yo! (Instrumental)                        |                           | Brave Brothers, Star Wars        | 4:19             |                  |                  |                  |                  |                  |
| 24:08            |                                               |                           |                                  |                  |                  |                  |                  |                  |                  |

## Classement

### Album
| Classement               | Meilleure position |
| ------------------------ | ------------------ |
| Gaon Weekly album chart  | 4                  |
| Gaon Monthly album chart | 11                 |

### Ventes et certifications
| Classement          | Quantité       |
| ------------------- | -------------- |
| Gaon physical sales | Plus de 16 930 |